# Hexaméthylphosphoramide
L'hexaméthylphosphoramide, abrégé HMPA (Différent de HMPT= tris(dimethylamino)phosphine), est un liquide organique incolore de formule brute C6H18N3PO.

## Généralités
Il est utilisé comme solvant pour les polymères, solvant sélectif pour les gaz, inhibiteur de la dégradation thermique du polystyrène, solvant pour les organométalliques et autres réactions organiques en laboratoire. Des tests ont prouvé son efficacité en tant que substance anti-feu, ainsi que stérilisant chimique chez l'insecte, mais il n'y a pas actuellement d'utilisation connue de ce produit pour ces deux applications. Il est très utile pour améliorer la sélectivité de certaines réactions. Par exemple, lors des réactions de déprotonation, le HMPA (ou HMPT) permet de dissocier les oligomères de lithium basiques, tels que le butyllithium.
En raison de sa capacité à solvater les cations sans solvater les anions, le HMPA est utilisé comme solvant pour réaliser des réactions de substitution nucléophile de type SN2 particulièrement délicates. L'oxygène basique solvate bien le cation Li+. Le HMPA est l'oxyde de la phosphine tertiaire la plus basique P(NMe2)3. Comme la plupart des oxydes de phosphine (ex. l'oxyde de triphénylphosphine), la molécule présente un atome de phosphore tétraédrique et la liaison P-O est très polarisée ; ainsi, la charge négative présente sur l'oxygène est significative.

## Réactifs alternatifs
Le diméthylsulfoxyde (DMSO) peut souvent être employé comme solvant en remplacement du HMPA. Ces deux composés présentent un fort site accepteur de liaison hydrogène et leurs oxygènes sont capables de former une liaison avec un cation métallique.

## Toxicité
Le HMPA est responsable de cancers nasaux chez le rat par inhalation. Cependant, il peut être dégradé en composés moins toxiques, par action de l'acide chlorhydrique.